# Tanja Erath
Tanja Erath (Heilbronn, 7 oktober 1989) is een Duitse voormalige wielrenster die actief was op de weg en op de baan.
Erath was eind 2017 winnares van de Zwift Academy en won daarmee een contract bij de Duitse wielerploeg Canyon-SRAM. Van 2018 tot 2020 reed ze bij deze ploeg en vanaf 2021 reed ze bij Team Tibco, dat in 2022 verder ging als EF Education-TIBCO-SVB. Eind 2022 maakte ze bekend te stoppen als professioneel wielrenster.

## Palmares

### Baan
| Jaar | DK                   | EK | WK | Overig |
| ---- | -------------------- | -- | -- | ------ |
| 2018 | scratch              |    |    |        |
| 2019 | ploegenachtervolging |    |    |        |

### Weg
2020

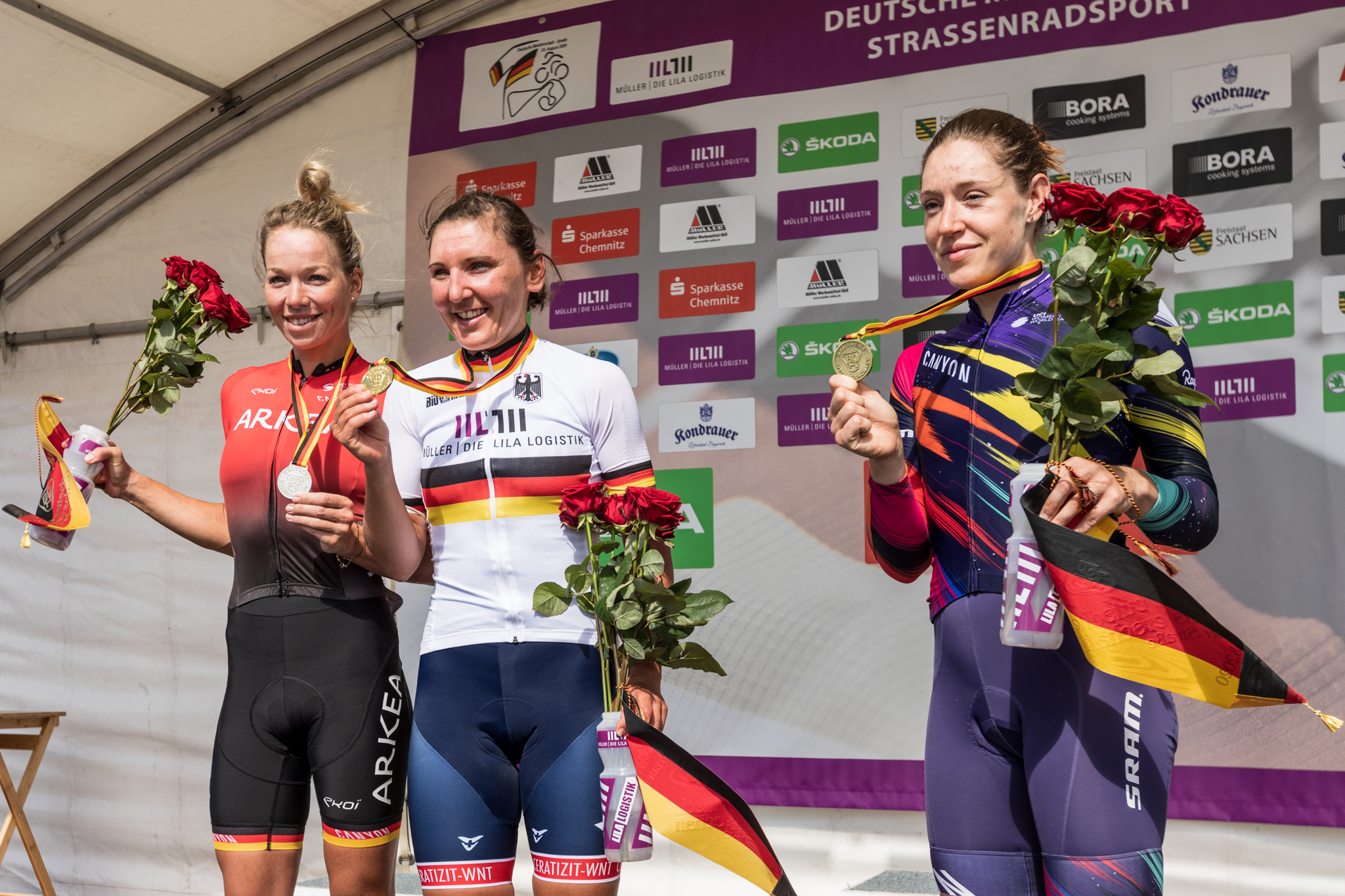
Erath (rechts) won brons op het Duits kampioenschap op de weg in 2020.

 Duits kampioenschap op de weg, elite
 La Périgord Ladies
2021
 Europees kampioenschap mixed team relay
(met Mieke Kröger, Corinna Lechner, Max Walscheid, Justin Wolf en Miguel Heidemann)

## Ploegen
- 2018 –  Canyon-SRAM
- 2019 –  Canyon-SRAM
- 2020 –  Canyon-SRAM
- 2021 –  TIBCO-SVB
- 2022 –  EF Education-TIBCO-SVB

Amialiusik · A. Barnes · H. Barnes · Cecchini · Cromwell · Erath · Ferrand-Prévot · Klein · Niewiadoma · Riffel · Ryan · Thorvilson · Worrack
Amialiusik · A. Barnes · H. Barnes · Cecchini · Cromwell · Erath · Ferrand-Prévot · Gafinovitz · Harris · Klein · Ludwig · Niewiadoma · Riffel · Ryan · Shapira · Thorvilson
Amialiusik · A. Barnes · H. Barnes · Cecchini · Cromwell · Erath · Ferrand-Prévot · Gafinovitz · Harris · Klein · Ludwig · Niewiadoma · Pratt · Riffel · Ryan · Shapira · Thorvilson
Buurman · Dixon · Erath · Ewers · Faulkner · Frain · Gigante · Honsinger · Kessler · Langley · Newsom · Peñuela · Smith · Stephens · Ward · Yonamine
Bäckstedt (vanaf 1/8) · Banks · Borghesi · Erath · Doebel-Hickok · Ewers · Hammes · Honsinger · Langley · Newsom · Poidevin · Shapira · Smith · Stephens · Vallieres